# Cosmia orinella
Cosmia orinella là một loài bướm đêm trong họ Noctuidae.